# Alexander Sergeyevich Yakovlev
Alexander Sergeyevich Yakovlev (em russo:  Алекса́ндр Серге́евич Я́ковлев; 1 de Abril de 1906 – 22 de Agosto de 1989) foi um engenheiro aeroespacial soviético. Ele projetou as aeronaves militares da Yakovlev, em sua maioria caças utilizados durante a Segunda Guerra Mundial. Yakovlev foi um membro do Partido Comunista da União Soviética a partir de 1938.

## Biografia
Yakovlev nasceu em Moscou onde seu pai era empregado da companhia petrolífera Nobel Brothers. Entre 1919-1921 trabalhou como mensageiro em meio período quando ainda frequentava a escola e em 1922 construiu seu primeiro avião de modelo como parte de um projeto da escola. Em 1924 construiu um planador, o AVF-10, fazendo seu primeiro voo em 24 de Setembro de 1924. O projeto ganhou um prêmio e fez com que recebesse uma proposta de trabalho na Academia de Engenharia Militar da Força Aérea de Zhukovsky. Entretanto, suas repetidas tentativas de ser admitido na academia eram rejeitadas devido a “falta de origens do proletariado”. Em 1927, Yakovlev projetou o ultraleve AIR-1. Este foi o primeiro de uma série de dez aeronaves que projetou entre 1927-1933.
Em 1927, Yakovlev finalmente foi admitido na academia, graduando-se em 1931. Ele foi então enviado para a Fábrica de Aviação de Moscou nº 39, onde seu primeiro escritório de aviação leve foi criado em 1932. Tornou-se o principal engenheiro em 1935 e engenheiro chefe (1956–1984) de aeronaves na OKB Yakovlev.
A OKB desenvolveu um grande número de caças para serem utilizados pela Força Aérea Soviética durante a Segunda Guerra Mundial. Alguns dois modelos mais conhecidos e bem-sucedidos incluem o Yak-1, Yak-3, Yak-9 e o avião de transporte Yak-6. Em 1945 Yakovlev desenhou uma das primeiras aeronaves soviéticas com motor a jato, o Yak-15. Eke também projetou o primeiro interceptador soviético para qualquer condição meteorológica, o Yak-25P, e o primeiro bombardeiro supersônico soviético, o Yak-28. No período pós-guerra, Yakovlev ficou conhecido pelo avião comercial Yak-42, uma aeronave de médio alcance com três motores, além de vários modelos acrobáticos.
Yakovlev serviu Joseph Stalin como vice-ministro da Indústria Aeronáutica entre 1940–1946. Antes do início da Segunda Guerra Mundial, fez várias viagens para a Itália, Reino Unido e Alemanha para estudar o desenvolvimento de aeronaves nestes países. Após o início da guerra, auxiliou a supervisionar a evacuação das fábricas de aeronaves para o leste, e a organização da produção ainda enquanto era chefe de sua própria OKB. Ele foi também um membro da Academia de Ciências da Rússia em 1943. Em 1946 recebeu o título de "Coronel-general da Aviação".
Em 1976 Yakovlev se tornou acadêmico da Academia de Ciências da União Soviética. Foi também deputado do Soviete Supremo da União Soviética (1946–1989). Yakovlev se aposentou em 21 de Agosto de 1984. Foi sepultado no Cemitério Novodevichy em Moscou.

## Prêmios e medalhas
- Herói do Trabalho Socialista (1940, 1957)
- Prêmio Lenin (1972)
- Prêmio Stalin (1941, 1942, 1943, 1946, 1947, 1948)[1]
- Prêmio Estatal da URSS (1977)[1]
- Ordem de Lenin (8 vezes)[1]
- Ordem da Revolução de Outubro
- Ordem do Estandarte Vermelho (duas vezes)
- Ordem de Suvorov, 1ª e 2ª classe
- Ordem da Guerra Patriótica da 1ª classe (duas vezes)
- Ordem da Bandeira Vermelha do Trabalho
- Ordem da Estrela Vermelha
- Ordem Nacional da Legião de Honra, Oficial (França)
- Medalha dourada da Federação Aeronáutica Internacional